# Gouvernement Flandin I
 (mars 2025).
Si vous disposez d'ouvrages ou d'articles de référence ou si vous connaissez des sites web de qualité traitant du thème abordé ici, merci de compléter l'article en donnant les références utiles à sa vérifiabilité et en les liant à la section « Notes et références ».
Troisième République
Doumergue II Bouisson
Le premier gouvernement Pierre-Étienne Flandin dure en France du 8 novembre 1934 au 31 mai 1935 pendant la présidence d'Albert Lebrun. Le 30 mai 1935, la chambre des députés refuse de voter les pleins pouvoirs financiers demandés par le Gouvernement. 

## Composition
| Portefeuille                                             | Titulaire | Titulaire              | Parti |
| -------------------------------------------------------- | --------- | ---------------------- | ----- |
| Président du Conseil                                     |           | Pierre-Étienne Flandin | AD    |
| Ministres d’État                                         |           |                        |       |
| Ministre d’État                                          |           | Édouard Herriot        | PRRRS |
| Ministre d’État                                          |           | Louis Marin            | FR    |
| Ministres                                                |           |                        |       |
| Ministre de la Guerre                                    |           | Louis Maurin           | SE    |
| Ministre des Affaires étrangères                         |           | Pierre Laval           | DVD   |
| Ministre de l'Éducation nationale                        |           | André Mallarmé         | RI    |
| Ministre de l'Intérieur                                  |           | Marcel Régnier         | PRRRS |
| Ministre de la Justice                                   |           | Georges Pernot         | DVD   |
| Ministre de l'Agriculture                                |           | Émile Cassez           | PRRRS |
| Ministre des Finances                                    |           | Louis Germain-Martin   | RI    |
| Ministre des Travaux publics                             |           | Henri Roy              | PRRRS |
| Ministre des Colonies                                    |           | Louis Rollin           | AD    |
| Ministre du Travail                                      |           | Paul Jacquier          | PRRRS |
| Ministre du Commerce et de l’Industrie                   |           | Paul Marchandeau       | PRRRS |
| Ministre des Postes, Télégraphes et Téléphones           |           | Georges Mandel         | DVD   |
| Ministre de la Santé publique et de l’Éducation physique |           | Henri Queuille         | PRRRS |
| Ministre de la Marine militaire                          |           | François Piétri        | AD    |
| Ministre des Pensions                                    |           | Georges Rivollet       | SE    |
| Ministre de l'Air                                        |           | Victor Denain          | SE    |
| Ministre de la Marine marchande                          |           | William Bertrand       | PRRRS |
| Sous-secrétaire d’État                                   |           |                        |       |
| Sous-secrétaire d’État à la Présidence du Conseil        |           | Pierre Perreau-Pradier | AD    |

## Politique menée
Le décret du ministre du travail radical socialiste Paul Jacquier le 6 février 1935 limite l'emploi de la main-d'œuvre étrangère dans certains départements dans certains métiers comme l'hôtellerie restauration, le BTP, l'industrie du papier et du carton… Quant aux réfugiés allemands venant en France à la suite de l'arrivée au pouvoir d'Hitler, le gouvernement reconnait aussi que le droit d'asile n'implique pas le droit au travail. 
Le 16 mars 1935, Adollf Hitler annonce publiquement avoir décidé, d’une part, le rétablissement du service militaire obligatoire, d’autre part, de porter les effectifs de la Wehrmacht de 100 000 à 500 000 hommes et, enfin, de faire passer le nombre de divisions de 10 à 36. Alors que ces annonces sont pourtant constitutives des trois  premières violations flagrantes du traité de Versailles suivies d’autres les années suivantes, le gouvernement français choisit de ne pas réagir, notamment militairement, ce qui aura dès la fin des années trente des conséquences catastrophiques durables.   
Il est à noter que deux membres éminents de ce gouvernement, le ministre des Affaires étrangères Pierre Laval et le Président du Conseil des ministres Pierre-Étienne Flandin, deviendront successivement les numéros deux du régime de Vichy avec le titre de Vice-président du Conseil des ministres, la présidence étant assurée par Phillipe Pétain, chef de l’État. Pierre-Étienne Flandin n’exercera ses fonctions que durant moins de deux mois, du 14 décembre 1940 au 10 février 1941, du fait que les Allemands lui seront très hostiles et obtiendront rapidement son départ. Il sera remplacé par l’amiral François Darlan.   